# Linothorax
La linothorax (in greco antico: λινοθώραξ?, in Omero λινοθώρηξ) era un tipo di armatura usata nell'antica Grecia dall'epoca micenea fino all'Ellenismo; se ne hanno testimonianze per più di mille anni, dalla guerra di Troia alle guerre di Alessandro Magno, fino al periodo dei Diadochi.
La prima testimonianza dell'uso di una linothorax si trova nell'Iliade di Omero, dove ci viene tramandato che questa protezione veniva indossata dal mitico Aiace Oileo. Plutarco ci testimonia che la linothorax fu utilizzata anche da Alessandro Magno e troviamo citazioni di questa armatura anche in Erodoto, Tito Livio, Strabone, e in altri autori.
Date queste fonti storiche, nonostante le ricostruzioni di armature metalliche visibili nei film riguardanti Alessandro, alcuni ritengono che, con un'armatura in bronzo, il condottiero più difficilmente sarebbe sopravvissuto alle numerose battaglie alle quali partecipò stando in prima linea, in quanto moderni esperimenti hanno dimostrato che più strati di lino sovrapposti forniscono una resistenza alla penetrazione delle frecce decisamente maggiore di quella offerta da una lamina di bronzo.

## Storia
La prima notizia della linothorax deriva dall'Iliade di Omero, ma non è possibile determinare la diffusione di tale armamento. Sembra che la linothorax abbia rimpiazzato la corazza o il corpetto di bronzo tipicamente usati dagli opliti greci tra la fine del VII e l'inizio del VI secolo a.C.
Il periodo di maggior popolarità della linothorax, se si considerano i dipinti e le illustrazioni sui vasi, dovrebbe corrispondere al periodo delle guerre persiane, visto che a quell'epoca anche Senofonte ne attesta la diffusione; al tempo della guerra del Peloponneso essa era ancora usata, anche se meno frequentemente.
È testimoniato che gli eserciti di Alessandro Magno la utilizzassero; fu indossata ancora per tutto il periodo ellenistico come mostrano, per esempio, alcuni bassorilievi e statue di Amfipoli, Kos e Rodi, frammenti bronzei della statua onoraria provenienti da Dodona e i regolamenti militari macedoni. In tale periodo era impiegata insieme ad altri tipi di armature come la lorica.

## Realizzazione

### Confronto con la thorax

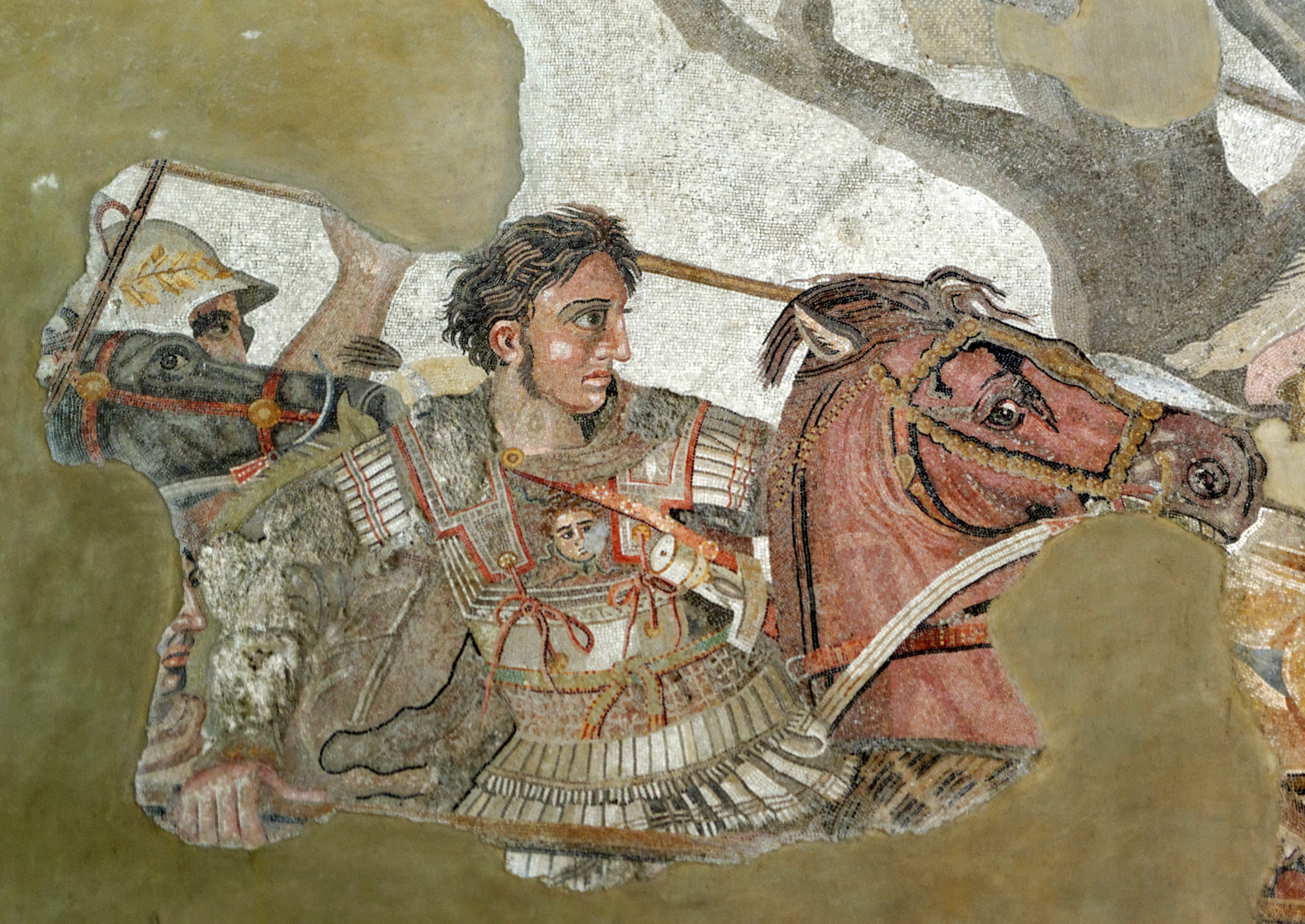
In questo mosaico, conservato nel Museo archeologico nazionale di Napoli, Alessandro Magno sembra proprio indossare una linothorax: si notano chiaramente varie pteruges sparse su tutta l'armatura. I colori di questo mosaico, il rosso e il bianco, sono spesso presi come spunto per colorare le moderne ricostruzioni della linothorax.

In greco antico il termine "thorax", di per sé, indicava l'armatura in generale; se contrapposto a "linothorax", però, veniva ad indicare specificamente le armature in metallo; la sostanziale differenza tra le due, infatti, era il materiale.
Attualmente, mentre abbiamo precise descrizioni delle armature in metallo, visto anche il ritrovamento di reperti archeologici (come la panoplia di Dendra), non sappiamo ancora molto di quelle in lino, per le quali ci si deve rifare soprattutto alle raffigurazioni artistiche, come affreschi e vasi, e ai pochi riferimenti che si trovano nei testi antichi.

### Tentativi di ricostruzione
La vera tecnica di costruzione di una linothorax resta sconosciuta, visto che non ne resta alcun esemplare antico; l'unico pezzo di armatura che sembra assomigliarle fu scoperto nella tomba di Vergina, nella Grecia settentrionale: tale reperto era costituito da una lamina metallica con abbellimenti aurei che sembra essere una copia in ferro di una linothorax.
L'effettivo materiale utilizzato nella realizzazione dell'armatura è tuttora in discussione tra gli accademici: molti pensano che la linothorax fosse costituita da diversi strati di lino, probabilmente tra 12 e 20, mentre altri sostengono che era fatta di cuoio, ma ci sono poche prove a sostegno di questa ipotesi; altri ancora hanno concluso che i diversi strati di tessuto fossero tenuti insieme da colle animali o da resine, ma è più probabile che i vari livelli fossero impuntiti insieme con tecniche simili a quelle delle maglie rivestite medioevali; le colle animali dell'epoca erano, infatti, solubili in acqua, fatto che ne avrebbe impedito l'uso in caso di precipitazioni.
Non c'è ancora stata una pubblicazione riguardante il parziale ritrovamento di una linothorax durante gli scavi all'arsenale di Tebe; al contrario si crede che un frammento composto da diversi strati di lino, ritrovato in una tomba micenea, possa far parte di uno schiniere, fatto che supporterebbe l'ipotesi degli strati di tessuto.

#### IlLinothorax Project
Nel gennaio del 2009 Gregory S. Aldrete, dell'Università del Wisconsin–Green Bay, e Scott Bartell presentarono un documento riguardante le qualità protettive della linothorax alla Convention dell'American Philological Association/Archaeological Institute of America di Filadelfia. I due avevano compiuto ricerche sulla linothorax dal 2005 e ne avevano costruite varie repliche, usando metodi diversi.
Il documento sosteneva che una linothorax spessa 1 cm, solitamente formata da 11 a 18 strati (che, di solito, dipendevano dallo spessore del filo), avrebbe consentito a colui che la indossava di sopravvivere ad una salva di frecce.
La ricerca era stata compiuta assemblando dozzine di corazze di lino, decorate in varie modi usando materiali d'epoca, per poi sottoporle a colpi di freccia e di armi da taglio. Il test fu effettuato nelle peggiori condizioni possibili (per la linothorax), visto che l'arciere la colpiva perpendicolarmente e quasi a bruciapelo: visto che in battaglia queste condizioni si verificano raramente, il risultato di questo test è ancora più notevole.
Da esso si concluse che un'armatura imbottita di lino offriva circa tre quarti della protezione dell'armatura formata da strati sovrapposti dello stesso materiale; ciò fu dimostrato in tutti i test condotti. La ricerca effettuata da Greg Aldrete e da Scott Bartell nel 2010 fu presentata anche alla Poster Session dell'Archaeological Institute of America (AIA) ad Anaheim, dove vinse il primo premio contro concorrenti provenienti da tutto il mondo. La ricerca è ancora in corso e presto dovrebbe essere pubblicata.
Nell'uso, la linothorax si presenta fredda e rigida quando viene messa la prima volta, ma si riscalda grazie al calore corporeo e si adatta alla forma e ai movimenti di chi la indossa; questo vantaggio, in climi più caldi, non sarebbe stato garantito da un'armatura in bronzo, il che avrebbe impedito ad un soldato di combattere efficacemente per lunghi periodi.
Il 9 novembre 2011 il dottor Aldrete presenziò ad un episodio della trasmissione Vero o falso? su Discovery Channel, dove illustrò la resistenza della linothorax facendola indossare ad uno dei suoi studenti, Scott Bartell, per poi lanciargli contro una freccia, che lui non sentì neanche, visto che penetrò di appena 1 o 2 mm.